# Islam til daglig
Islam til daglig er en dansk dokumentarfilm fra 1989, der er instrueret af Børge Høst efter eget manuskript.

## Handling
Islam sætter sit præg på hverdagen mange steder i verden, men religionens påvirkning er forskellig fra sted til sted. Filmen er udelukkende optaget i Tyrkiet og er ment som ét eksempel på denne livsform. Den er optaget i en mindre by og viser, hvordan livsvilkårene er afgørende for, hvilke sider af islam, der bliver lagt størst vægt på. I et samfund som det tyrkiske, hvor der praktisk taget ikke gives offentlig hjælp ved sygdom, arbejdsløshed og alderdom, bliver religionen først og fremmest betydningsfuld på to områder. For det første styrker den det familiesammenhold, som i mange situationer er af afgørende betydning. For det andet pålægger den menneskene at dele ud af deres ejendom til dem, der trænger.